# Cause and Effect
Albums de Keane
Strangeland
(2012)
Singles
1. The Way I Feel
Sortie : 6 juin 2019
2. Love Too Much
Sortie : 8 août 2019

Cause and Effect est le cinquième album studio du groupe britannique de rock alternatif Keane, et sort le 20 septembre 2019. C'est l'album du retour après une pause de 6 ans pendant laquelle les membres du groupe se sont consacrés à leurs vies et projets personnels.

## Singles
The Way I Feel est le premier single issu de l'album et diffusé le 6 juin 2019 dès l'annonce de la date de sortie de l'album. .

## Liste des chansons (international)
Toutes les chansons sont écrites et composées par Keane.
| No  | Titre                                                      | Durée |
| --- | ---------------------------------------------------------- | ----- |
| 1.  | You’re Not Home                                            | 5:31  |
| 2.  | Love Too Much                                              | 3:08  |
| 3.  | The Way I Feel                                             | 4:06  |
| 4.  | Put the Radio On                                           | 4:11  |
| 5.  | Strange Room                                               | 4:22  |
| 6.  | Stupid Things                                              | 3:49  |
| 7.  | Phases                                                     | 3:36  |
| 8.  | I’m Not Leaving                                            | 4:14  |
| 9.  | Thread                                                     | 4:51  |
| 10. | Chase the Night Away                                       | 4:03  |
| 11. | I Need Your Love                                           | 4:10  |
| 12. | New Golden Age (Bonus Track)                               | 3:43  |
| 13. | Difficult Year (Bonus Track)                               | 3:29  |
| 14. | The Way I Feel (Sea Fog Acoustic session, Deluxe Edition)  | 3:35  |
| 15. | Stupid Things (Sea Fog Acoustic session, Deluxe Edition)   | 4:02  |
| 16. | I'm Not Leaving (Sea Fog Acoustic session, Deluxe Edition) | 4:09  |